# Papež Sikst IV.
Papež Sikst IV. (Francesco della Rovere, OFMConv), italijanski rimskokatoliški minorit, kardinal in papež, * 21. julij 1414, Celle, † 12. avgust 1484, Rim.

## Življenjepis

### Mladost in cerkvena kariera
Frančišek (Francesco) se je rodil v obubožani plemiški družini v Celle Ligure blizu Savone v Liguriji ; oče je bil Leonardo Rovere (ali: Leonardo della Rovere), mati pa Luchina Monleoni.  Frančišek je imel dva brata: Rafaela  ter Jerneja . Pomembnejše so Frančiškove sestre in sicer zaradi prednosti, ki je doletela njihove sinove: Luchina, Franchetta, Maria, Bianca  in peta, katere imena ne vemo.
 
Poročajo, da je mati posvetila otroka že zmlada pri sv. Antonu Asiškemu ubožcu v zahvalo za številne milosti, ki jih je prejela v obupnih razmerah. Sam Francesco je dobil ime po svetem Frančišku Asiškem; ko je postal papež, je v nekaterih uradnih listinah omenil te dogodke, ki jih ima za čudeže, tako v buli Immensa divinae bonitatis z dne 12. marca 1472, zlasti pa v Praeclara Sanctorum merita z dne 3. oktobra 1472, kjer so omenjene tudi sanje o njegovi sijajni prihodnosti. Nadarjenega otroka so pri devetih letih zaupali minoritu Janezu (Giovanni) v Pinerolu. Ko je septembra 1429 končal v Savoni osnovno šolanje slovnice in govorništva, je napravil prve zaobljube pri minoritih. Filozofijo je študiral v Chieriju, nadaljeval pa teologijo in druge vede v Paviji in Padovi, kjer je postal tudi predavatelj. Postal je iskan profesor na Padovanski univerzi in po drugih italijanskih vseučiliščih.  

1464 so Frančiška izvolili za vrhovnega predstojnika frančiškanov, ko je bil star 50 let. 18. septembra 1467 ga je Pavel II.  imenoval za kardinala-duhovnika pri San Pietro in vincoli. Pred svojo izvolitvijo za papeža je Frančišek slovel po svoji odmaknjenosti od sveta ter po svoji učenosti in globoki pobožnosti. Pisal je ravno razpravi Kristusova kri ter Božja moč. Njegova bogoljubnost je bila eden od odločilnih dejavnikov za povišanje v kardinalski zbor tik pred nepričakovano smrtjo papeža Pavla II. v starosti 54 let. 

## Papež
Kardinali so sklenili, da bodo za naslednika ljubitelja sijajnih in posvetnih prireditev Pavla II. izvolili na Petrov sedež njegovo pravo nasprotje - skromnega in pobožnega Frančiška Rovera. 19. avgusta 1471 je bil na konklavah izvoljen za papeža, ustoličen pa zelo slovesno 25. avgusta istega leta. Papež je bil med letoma 1471 in 1484. 

Njegovo papeževanje je zaznamovala iskrena skrb za cerkvene zadeve, boj zoper turško prodiranje ter podpiranje umetnosti. Na cerkvenem področju je podpiral misijone, prenovo  redovnega življenja, Marijino češčenje, sijajno bogoslužje in cerkveno petje. Kot bister znanstvenik in poznavalec umetnosti je veliko napravil za razvoj znanosti, zlasti pa še umetnosti. Vatikansko knjižnico je povečal in odprl za javnost, uredil Rimske ulice, trge in mostove, ter mesto okrasil s čudovitimi cerkvami in palačami. V zgodovino pa se je zapisal s po njem imenovano Sikstinsko kapelo, ki so jo okrasili največji umetniki tedanje dobe: Ghirlandaio, Botticelli, Rosselli, Perugino, Pinturicchio, pozneje pa tudi Michelangelo. 

Sam minorit  ni pozabil na svoj red; ubožne redove frančiškane in dominikance je tako obsul s številnimi privilegiji v dveh bulah, ki ju je 1474 strnil v bulo Mare magnum; razširil in dopolnil pa je te posebne pravice s tako imenovano Bulla aurea z dne 7. avgusta 1479. 
Podobno kot v cerkvenem življenju svojim sobratom, je bil tudi v političnem življenju pretirano naklonjen svojim sorodnikom, ki pa so njegovo zaupanje večkrat zlorabili, in je tako glede nepotizma daleč prekosil svojega predhodnika. S tem si je naprtil težave in zamere ter se zapletel v dolgoletne vojaške spore z italijanskimi državicami, kar je hudo škodovalo papeškemu ugledu. Nečaka Petra Riario in Julijana della Rovere je imenoval za kardinala le nekaj mesecev po izvolitvi. Peter je živel razsipno in razvratno in je zadolžen umrl komaj 28-leten; v grofa povzdignjeni Girolamo Riario pa je papeža zapletel v neslavno zaroto in vojno zoper mogočne florentiske Medičejce. Druge sorodnike je papež postavljal na pomembna politična mesta, da so na hitro obogateli.   
Papeževi nečaki so torej zlorabili njegovo zaupanje z neprimernim vedenjem; srečna izjema je bil Giuliano della Rovere, poznejši papež Julij II.

### Urbis restaurator
Svetinja v spomin na dokončanje Sikstovega mostu "Ponte Sisto" posrečeno prikazuje papeža Siksta IV. v njegovi dvojni vlogi. Ne eni strani beremo latinski napis: »Sixtus III Pontifex maximus sacri cultor« (»Sikst IV. vrhovni duhpvnik, gojitelj svetega«), medtem ko je na drugi strani napisano: »cura rerum publicarum« (»skrb za javne zadeve«). Na eni strani je torej prikazan kot najvišji duhovnik krščanstva, na drugi strani pa kot spodbujevalec mestnih načrtov. To je točno. 

On je bil resnično pokrovitelj umetnosti in uresničevalec javnih del pri prenovi Rima tako pri posvetnih kot svetih stvaritvah. Muzej na Kaptitolu, Aqua Virgo, Ponte Sisto, Vatikanska knjižnica in na novo tlakovane ulice ne opozarjajo le na staro moč in zgodovino, ampak tudi javno razglašajo uspeh papeža Siksta. Z razširitvijo svojega videnja na celoten Rim in ne le na kak njegov del, kot so delali njegovi predniki, je papež pokazal novo prevlado. 

Tisočpetsto let, preden je Sikst postal papež, si je zaslužil naziv “Urbis restaurator” cesar Avgust, ki je obnavljal templje, gradil nove trge, odpiral grško in latinsko knjižnico ter tlakoval glavne ulice. V tem mu je bil Sikst podoben: obnavljal in gradil je cerkve, ustanovil latinske in grške knjižnice v Vatikanski palači, tlakoval glavne ulice in trge, zgradil most imenovan po njem Ponte Sisto med 1473-1479, in obnovil vodovod Aqua Virgo. 

Sodobniki humanisti so ga pohvalno imenovali celo utelešenje cesarja Avgusta. Tako piše enciklopedist Raffaelo Maffei, da je papež »napravil Rim iz opečnega mesta v kamnito prav tako kot je Avgust iz kamnitnega mesta napravil marmornato.« Pesnik Aurelio Brandolini pa soglaša s tem mnenjem in pravi, da je papež celo prekosil stare vladarje. 
Bil je pokrovitelj Botticellija in drugih umetnikov, ter je obnovil ali ponovno zgradil več rimskih cerkva. Dal je zgraditi in poslikati z nesmrtnimi freskami po njem imenovano Sikstinsko kapelo. Ustanovil je tudi deški sikstinski zbor, ki prepeva vse do danes pri papeževem bogoslužju. Odprl je Vatikansko knjižnico učenjakom. 

### Križarska vojna
Med znamenitimi predvolilnimi konklavskimi kardinalskimi prisegami – na katere pa so kot papeži večinoma pozabili – je bila tudi obljuba, da si bo novi papež prizadeval sklicati križarsko vojno zoper Turke. Sikst IV. tega ni zanemaril, ampak je - vsaj na začetku vladanja - pokazal veliko gorečnosti za obrambo krščanstva. Pripravil je ladje in gmotna sredstva ter razpošiljal kardinale-poslance, tj. nuncije, k različnim evropskim vladarjem, da bi jih spodbudil k sodelovanju. 

Glavna ovira so v tem obdobju bile italijanske državice, ki so zmedeno sklepale in odpovedovale medsebojne zveze ter se med seboj stalno vojskovale, namesto da bi skupno nastopile zoper bližajoče se Turke. S pomočjo Benetk in Neaplja je ladjevje pod vodstvom kardinala Oliviera Carafa osvojilo Smirno; v času neprestanega širjenja turšekga imperija je bilo to vsaj simbolično pomembno podjetje, ki je pokazalo, da muslimanski osvajalci niso nepremagljivi. Medtem pa so Turki po kopnem pridrli prek slovenskega ozemlja vse do Soče.
 
Takrat so torej Turki pogosto vpadali v naše dežele in še čez. Kranjski deželni stanovi so 1474 pisali papežu: 
»Naše razmere so take, da nas nihče ne ubrani propada, če ne dobimo nemudoma pomoči. Če si sovražniki podvržejo našo deželo, potem jim je odprta pot v laške in nemške dežele, bati se je celo za Rim.« 

Sikst je bil torej četrti papež s tem imenom; podobno vnemo zoper Turke je pokazal le še njegov soimenjak Sikst III., ki je rešil oblegani Beograd. Sikst IV. je sicer sklical križarsko vojno, vendar so ga evropski vladarji pustili na cedilu, tako kot njegovega prednika, ker so tudi oni imeli stalno med seboj neporavnane račune, ki so jih hoteli nasilno reševati. Križarji so 1473 po mestu Rimu zmagoslavno razkazovali 25 ujetih Turkov ter položili pred vrata sv. Petra ključavnico osvojenega pristanišča Atalija v Mali Aziji. Namesto nadaljnjega sodelovanja pa so Benetke 26. januarja 1479 podpisale s sultanom premirje, ki ga nekateri zgodovinarji imenujejo sramoto za krščanstvo; ni bilo sklenjeno toliko iz želje po miru, kakor po trgovanju. 
28. julija 1480 je številno turško ladjevje priplulo pred Otranto, da bi kaznovali neapeljskega kralja Ferdinanda zaradi pomoči, ki jo je nudil vitezem na Rodosu. Napadu nevernikov se je Otranto upiral pogumno pol meseca; 1. avgusta so ga začeli oblegati, moral je pasti 14. avgusta zaradi številčne in topovske premoči. Od 22.000 prebivalcev so jih 12.000 pobili v besu zmagoslavja; polovili pa so tudi otroke po mestu in okolici, da so jih drago prodali za sužnje, in zasužnjili odrasle, za katere so upali dobiti mastno odkupnino; nadškof Štefan in duhovniki ter preostali verniki so se zatekli v stolnico, v katero so Turki vdrli in zahtevali od kristjanov odpad v muslimanstvo. Zaradi zvestobe krščanstvu je vseh 813 vernikov umrlo po grozovitem mučenju 14. avgusta. Njihova nestrohnjena trupla so prenesli naslednje leto v stolnico. 1771 jih je razglasil za blažene Klemen XIV. pod imenom Otrantski mučenci, a za svete 12. maja 2013 Frančišek. 

Ko so se razširile govorice, da Turki pripravljajo iz Albanije napad na Apeninski polotok, se je papež pomiril s Florenco, s katero je bil zaradi svojega nasilnega in neuravnovešenega nečaka-kardinala v dolgotrajnem sporu. Tako je nastala italijanska zveza, ki pa je postala odveč, ko je 3. maja 1481 umrl Mohamed II.. Začela se je nasledstvena državljanska vojna in Otranto so kristjani 10. septembra 1481 zopet osvojili nazaj; ko je minila turška nevarnost, je prenehala tudi kratkotrajna italijanska sloga. Mir iz 1480 med Florenco in Neapljem je spravil v slabo voljo papeža in Benetke. Le-ti niso preprečili izkrcavanja Turkov blizu Otranta, čeprav je bilo njihovo ladjevje v bližini; šušljalo se je celo, da so Benečani sami spodbudili sultana k temu podjetju; papež pa se je okoristil s tem premirjem, da bi se bojevali skupno proti Otomanom - tokrat uspešno.  

### Sveto letotiska
Že Petrarka je prosil Klemena VI., naj bi zaradi kratkosti človeškega življenja skrajšal obdobja med jubilejnimi leti. Urban V. je iz drugih razlogol uvedel namesto judovskega 50-letnega krščanski 33-letni jubilej. Končno je Pavel II. z bulo Providentia ineffabilis z dne 19. aprila 1470 določil obhajanje svetega leta na vsakih 25 let; to leto pa je slovesno razglasil in obhajal šele papež Sikst IV. leta 1475. 

Sveti Antonin Pierozzi  je imenoval v svoji Kroniki jubilejno leto 1450 kot zlato leto, in sicer zlato v vseh ozirih: v duhovnem, razumskem in tudi gmotnem. To leto 1475 pa so poimenovali sveto leto. Vse doslej so ga v uradnih listinah imenovali jubilej oziroma jubilejno leto, odtlej pa vse do danes pa se je uveljavilo sveto leto, ne da bi prejšnji naziv odpravili. 

Ali pa je to leto bilo res bolj sveto od prejšnjih? Ne bi se moglo reči; saj so takratne listine zabeležile med romarji več kronanih kot svetih glav; svetosti sicer ni mogoče opaziti, z lahkoto pa kralje, ki so v Rim prihajali s celotnim sijajnim dvorom. Kralj Ferdinand Neapeljski (1458 – 1494) je bil obdan z dvorjaniki v lovskih oblekah, katerih sokoli so polovili vse skrite sove. Doroteja Brandenburška (1430-1495), danska in norveška kraljica, je bila obdana s starimi naličenimi damami, medtem ko je kralja Kristjana spremljalo 150 mladih vitkih konjenikov. Kralj Matjaž (1443-1490) je prispel v Rim že pred začetkom jubileja, da bi podaril Pavlu II. 300 konj. O njegovem sijaju piše Da Bisticci:
»Že izredno dolgo časa Italija ni videla bolj dostojanstvenega poslanstva glede na število konj in na sijaj, urejenost in lepoto tako konj kot spremstva. Za svetoletno darilo je pripeljal 20.000 dukatov na dveh konjih: vse novih ogrskih in beneških zlatnikov, da tako lepih svet še ni videl.« 

Posebej pa je to sveto leto zaznamoval tisk. Gutenberg je 1444 iznašel tisk s premičnimi črkami, vendar so izbirčni ljubitelji knjig še naprej posegali za ročno izdelanimi rokopisi in prepisi. Papež Sikst je premagal takratni predsodek, da bi se knjižnica morala sramovati tiskovin, in je uporabil novo iznajdbo pri organizaciji svetega leta: tiskana je bila bula, ki je naznanjala krščanstvu začetek jubilejnega leta; tiskana so bila navodila glede pogojev za prejem odpustka; tiskane so bile obredne molitve; tiskan je bil spored svetoletnih pobožnosti. V Vatikanski knjižnici zavzemajo tiskovine za sveto leto 1475 najbolj opazen sveženj inkunabul. 

### Španska inkvizicija
Sikst je privolil 1. novembra 1478 z bulo Exigit sincerae devotionis na pritisk Ferdinanda V. in Izabele v ustanovitev španske inkvizicije, ki naj bi pomagala izkoreniniti herezijo na polotoku. Proti papeževi volji jo je vzel pod svoje okrilje kralj. Papež je skušal počlovečiti njeno delovanje in omejiti krivice, za katere je zvedel, da so se godile obtoženim za herezijo, katerih število se je čudno zvečalo, a kralj jim je tudi zaplenil imetje. V buli Numquam dubitavimus z dne 29. januarja 1482 je zahteval upoštevanje cerkvenih navodil in omenil, da se je prenaglil z ustanovitvijo te ustanove, ki jo je bil pripravljen tudi ukiniti, če se ne bi s tem zameril kraljevskemu paru, navdušenemu širitelju krščanstva. Velikodušno je sprejel v Papeško državo in ustrezno poskrbel za judovske begunce iz Španije, ki so mu pripovedovali o tamkajšnjih zlorabah. 

### Humanistinekumenist
Rimski pesnik in govornik Bartolomeo Sacchi, bolj znan kot Platina, je bil član zbora abrevijatorjev in Rimske akademije; ostro je oporekal njuni razpustitvi in je pisal celo grozilno pismo papežu. Pavel II. ga je dal zapreti, potem spustiti. 1467 je bil obtožen Platina skupaj z nekaterimi drugimi humanisti zarote zoper papeža: zopet je bil zaprt, tudi mučen; obtožen je bil poganskih idej in širjenja herezije. Po smrti Pavla II. je papež Sikst IV. spoznal Platina za nedolžnega ter ga oprostil vseh obtožb. Vrnil mu je prejšnji položaj in ga obsul z nadarbinami. Poveril mu je celo različne odgovorne službe; postal je prvi ravnatelj Vatikanske knjižnice.
 
Papež pa se je s čisto posebnim namenom trudil tudi za zedinjenje kristjanov. Njegovi napori 1474  in 1476, da bi se Ruska pravoslavna Cerkev zedinila z Rimom in da bi se pridružila vojni zoper Turke, niso obrodili sadov.  

## Smrt in spomin
Umrl je 12. avgusta 1484 v Rimu in je pokopan v Baziliki sv. Petra v Vatikanu. 

Nagrobni spomenik za papeža je naročil 1484 pri umetniku Pollaiuolu Sikstov nečak Giuliano della Rovere, poznejši Julij II.. Končan je bil 1493, kot je razvidno iz napisa, ki hvali tudi kiparja, ki je: »Florentini arg. avr. pict. aere clari« (»Florentinec, slaven po svojih delih v srebru, zlatu in slikanju«). 

Grobnica je eno velikih renesančnih dosežkov 15. stoletja. Ležečega papeža na nekoliko nižji ravni obkroža upodobljenih sedmero vrlin. Konkavno osnovo groba krasi deset reliefov, ki prispodabljajo proste umetnosti. Vasari  piše, da je bil »grob dokončan z velikimi stroški«. Bronast grob na povzdignjeni ploščadi izgleda kot zaplombirani vrhunski izdelek zlatarske umetnosti, kovinskega livarstva in bronastega krogovičja. 
.

### Ocena
Najbolj hvalevredna stran njegovega pontifikata je bila njegova darežljivost kot ustanovitelja ali obnovitelja koristnih ustanov, in mecena tiska ter umetnosti. Ustanovil je in bogato obdaril prvo bolnišnico za najdenčke, zgradil in popravil številne cerkve, postavil Sikstinsko kapelo in Sikstov most, izboljšal cerkveno glasbo in uvedel slavni Sikstinski deški zbor; naročal je slikarije v največjem obsegu, preskrbel z dobro pokojnino učenjake in se ovekovečil tudi kot drugi ustanovitelj Vatikanske knjižnice. Ta velika dela pa niso bila izvedena brez hudih obdavčitev. Povečav je najemnine in simonija  je cvetela. Sam je bil sicer pobožen in nravno neoporečen ter gostoljuben do pretiravanja – ne glede na to, da so mu sovražniki podtikali hotništvo in druge pregrehe. Lakomnost mu je bila tako tuja, da po besedah njegovega tajnika Contija ni mogel prenašati pogleda na denar. Imel pa je Sikst smolo, da ni imel po naravi zadosti odločnosti, da bi druge spravil v red, ker ga je pri tem ovirala navezanost na nevredne sorodnike, iz česar je izhajal njegov nepotizem; ti pa so bili po večini  častihlepni in oblastiželjni, razsipniški in prepirljivi. 

Morda prav iz tega temnega ozadja še bolj izstopa njegova podoba velikega renesančnega papeža.

## Dela
1. 8. decembra 1477 Sikst IV. utemelji praznik Brezmadežnega spočetja z oficijem in mašo, ter začne gradnjo kapele v ta namen v Baziliki sv. Petra. Med drugim je 1476 razširil praznik Marijinega brezmadežnega spočetja na vesoljno Cerkev. [27]
2. Papež je dal zgraditi v Vatikanu kapelo, ki se bo po njem imenovala »Sikstinska kapela«, ter jo posveti 15. avgusta 1483;
3. 1482 je razglasil za svetnika blaženega Bonaventura.

### Bulein odloki
1. V buli Immensa divinae bonitatis z dne 12. marca 1472 opisuje nekatere dogodke iz svoje mladosti.
2. Sveto leto 1475 oznani v buli Salvator noster z dne 26. marca 1472, ko potrdi jubilej, ki ga je napovedal predhodnik Pavel II.;
3. V buli Praeclara sanctorum merita omenja nekaj čudežnih dogodkov iz svoje mladosti, ki jih pripisuje priprošnji svetnikov.
4. Frančiškane in dominikance je obsul papež s številnimi privilegiji v dveh bulah, ki ju je 1474 strnil v bulo Mare magnum;
5. Z bulo Ad decorem militantis Ecclesiae z dne 15. junija 1475 odpre Vatikansko knjižnico za javnost;
6. Z odlokom Cum praeexcelsa z dne 29. aprila 1476 podeljuje odpustek vsem, ki bodo praznovali praznik Brezmadežnega spočetja z osmino.
7. Z bulo Salvater noster z dne 3. avgusta 1476 podeljuje popolni odpustek za uboge duše v vicah za denarni dar, ki ga namenijo za križarsko vojno.
8. Z bulo Regimini Gregis z dne 4. avgusta 1476 prepoveduje zasužnjevanje kristjanov in katehumenov na Kanarskih otokih in drugih od Španije osvojenih afriških ozemljih.
9. Z bulo z dne 27. februarja 1477 osnuje univerzo v Uppsali na Švedskem
10. Z bulo Exigit sincerae devotionis z dne 1. novembra 1478 na zahtevo Ferdinanda V. in Izabele ustanovi špansko inkvizicijo;
11. Papež razširi in dopolni privilegije ubožnim redovom z Bulla aurea z dne 7. avgusta 1479.
12. Z bulo Aeternae regis z dne 21. junija 1481 potrdi mirovni sporazum iz Alcáçovas-a iz leta 1479; Kanarske otoke prisodi Španiji; ozemlje južno od teh dežel pripade Portugalski.
13. Z bulo Numquam dubitavimus z dne 29. januarja 1482 papež Sikst IV. obsodi zlorabe španske inkvizicije in postavi od papeža nadzorovano pravičnejše inkvizicijsko sodišče.
14. Praznik Brezmadežnega spočetja s pripadajočim oficijem potrdi z brevom  Libenter ad ea  z dne 4. oktobra 1480.
15. Praznik Brezmadežnega spočetja ukaže z odlokom  Gravenimi  iz leta 1482;
16. Z bulo Superna caelestis z dne 14. aprila 1482 vpiše blaženega Bonaventura v seznam svetnikov.
17. Z bulo Ad Perpetuam Rei memoriam z dne dne 18. aprila 1482 papež Sikst IV. uvede človečnejše metode v delovanje španske inkvizicije; [28][29]
18. Z bulo Ad bonorum tutelam z dne 24. maja 1483, ki jo je takoj dal tiskat, zoper Benetke uvede interdikt.
19. Z bulo Quoniam regnantium cura  okrog 1480 obsodi razsipnost kardinalskega dvora in skuša uvesti brez uspeha skromnost.